# Новоільїновське сільське поселення (Комсомольський район)
Новоільї́новське сільське поселення (рос. Новоильиновское сельское поселение) — сільське поселення у складі Комсомольського району Хабаровського краю Росії.
Адміністративний центр та єдиний населений пункт — село Новоільїновка.

## Населення
Населення сільського поселення становить 53 особи (2019; 86 у 2010, 129 у 2002).